# José María Alpuche
José María Alpuche e Infante (San Francisco de Campeche, Capitanía General de Yucatán, 9 de octubre de 1780-Ciudad de México, 10 de diciembre de 1840),  sacerdote, y político mexicano. Fue un destacado orador y literato. Durante su actuación en la política defendió de forma radical el federalismo y militó en la logia masónica yorkina.

## Semblanza biográfica
Realizó sus estudios eclesiásticos en el Seminario Conciliar de San Ildefonso en Mérida. Estudió filosofía  siendo compañero de Andrés Quintana Roo, Lorenzo de Zavala y Manuel Jiménez Solís. Fue discípulo de Pablo Moreno. Siendo cura en Cunduacán, fue elegido diputado al Congreso central para representar al estado de Tabasco. Al igual que Miguel Ramos Arizpe y Lorenzo de Zavala, perteneció a la logia yorkina, fue fundador de la misma en la ciudad de Toluca. Apoyó en gran medida el nombramiento de Vicente Guerrero para ocupar la presidencia del país. Colaboró para los periódicos El Correo de la Federación, El Águila, La Gaceta y El Federalista en la Ciudad de México y en Yucatán.
Cuando el Congreso declaró inhabilitado a Vicente Guerrero para ejercer la presidencia, y Anastasio Bustamante lo sustituyó, fue desterrado a Nueva Orleans en compañía de Anastasio Zerecero y otros legisladores de ideología federalista, a quienes se les consideró inadaptados al nuevo régimen. Alpuche regresó a México poco después de que Bustamante cediera la presidencia a Manuel Gómez Pedraza, tras haberse firmado los convenios de Zavaleta.  
Siendo senador criticó abiertamente al régimen centralista. En 1838, Bustamante ordenó aprehender a Valentín Gómez Farías y a José María Alpuche. Alpuche fue conducido a prisión en el Convento de Santo Domingo. Lejos de amedrentarse, siguió publicando arengas y excitando a la población en contra del régimen centralista. Pasó los últimos años de su vida en prisión, murió el 10 de diciembre de 1840.